# Ершова, Светлана Вадимовна
Светлана Вадимовна Ершова (род. 14 марта 1994 года) — российская тяжелоатлетка, серебряный призёр чемпионатов Европы 2019 и 2021 годов. Чемпионка Европы 2017 года среди спортсменов до 23 лет. Четырёхкратная чемпионка России (2018, 2019, 2020, 2021). Мастер спорта международного класса.

## Карьера
На Чемпионате Европы по тяжёлой атлетике 2017 среди спортсменов не старше 23 лет в Албании в весовой категории до 53 кг она опередила всех соперниц и стала чемпионкой.
На чемпионате Европы 2019 года, в Батуми, Светлана по сумме двух упражнений стала серебряным призёром, сумев зафиксировать результат 198 кг. В упражнении рывок она завоевала малую серебряную медаль (90 кг.), в упражнении толчок оказалась тоже второй, продемонстрировав результат на штанге 108 кг.
В апреле 2021 года на Чемпионате Европы в Москве, российская тяжёлоатлетка в олимпийской весовой категории до 55 кг, с результатом 200 килограммов стала серебряным призёром чемпионата Европы. В упражнении «толчок» она также завоевала малую серебряную медаль с весом на штанге 112 кг.
В августе 2025 года на чемпионате России в Санкт-Петербурге в весовой категории до 55 кг завоевала серебряную медаль с результатом 182 кг по сумме двоеборья. В рывке стала победительницей, а в толчке была третьей. 

## Достижения
Чемпионат Европы
| Результат | Вес      | Год  | Место соревнований | Рывок | Толчок | Общий вес |
| Серебро   | до 55 кг | 2019 | Батуми, Грузия     | 90,0  | 108,0  | 198,0     |
| Серебро   | до 55 кг | 2021 | Москва, Россия     | 88,0  | 112,0  | 200,0     |